# Ганзейский крест
Ганзейский крест (нем. Hanseatenkreuz) — военная награда, крест Германской империи, который существовал в трёх ганзейских городах Бремене, Гамбурге и Любеке, являвшимися городами-государствами империи во время Первой мировой войны. Каждый из городов создал свою версию креста, но внешний вид и основания для награждения были одинаковыми для всех.
Ганзейский крест был учрежден в соответствии с общим соглашением сенатов трёх городов. Каждый сенат ратифицировал свою награду в разные дни: Любек 21 августа, Гамбург 10 сентября и Бремен 14 сентября 1915 года.

## Известные кавалеры
Бремен
- Леопольд Баварский
- Манфред фон Рихтгофен

Гамбург
- Лотар фон Арно де ла Перьер
- Феликс фон Ботмер
- Карл фон Бюлов
- Вальтер фон Зейдлиц-Курцбах
- Макс Иммельман
- Эвальд фон Клейст
- Леопольд Баварский
- Вальтер фон Рейхенау

Любек
- Леопольд Баварский
- Манфред фон Рихтгофен

## Описание
Ганзейский крест имел только один класс. Носился на ленте на левой стороне груди. Представлял собой  серебряный крест, покрытый красной эмалью. В центре был изображен герб соответствующего города-государства. Обратная сторона креста была идентична для всех трех версий: в центре находилась надпись "Für Verdienst im Kriege" («За заслуги в войне») и дата «1914».

## Кресты и планки

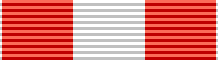
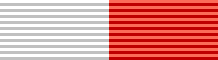

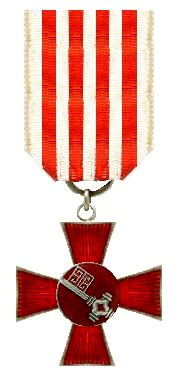
Ганзейский крест Бремена
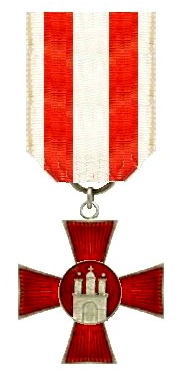
Ганзейский крест Гамбурга
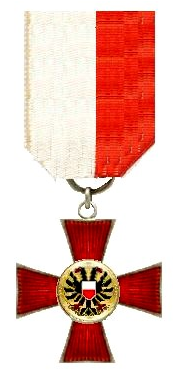
Ганзейский крест Любека